# Unguriu
Unguriu – wieś w Rumunii, w okręgu Buzău, w gminie Unguriu. W 2011 roku liczyła 1619 mieszkańców.